# 最终幻想VIII角色列表
最終幻想VIII角色列表列出了電子遊戲《最終幻想VIII》中的登場角色。
各個角色的日語配音演員均為在不同形式的官方衍生作品中登場的聲優（原遊戲本身無配音）。

## 主要人物

### 巴拉姆學園
史克爾·里昂哈特（Squall Leonhart，聲：石川英郎）
年齢17歳 身長177cm 生日8月23日 血型AB型
本作的男主角，巴拉姆學園的SeeD後補生。武器是槍刃（Gun Blade）。性格極度沉默寡言，因为儿时有个姐姐，并且常常依赖着她，直到有一天姐姐不知道去了哪儿，小史克爾才发现到最后还是会剩下自己一个人面对任何事，因此害怕與人太過親近會受到傷害，故常與別人保持距離，就算話說出口也多半是給人冷漠的感覺；討厭慌亂不知所措的人們，厭惡被人請託，認為自己的問題要自己解決，尋求別人的協助是種懦弱。
學園內的問題人物之一，但在實戰測驗及訓練課題中的成績極為優秀，也因此備受矚目。
被好戰的席法尔單方面視為競爭對手，臉上的傷是兩人於遊戲最初的一場訓練中，在席法尔違規使用魔法後遭其斬傷造成。
在Seed就任慶祝會上與莉諾雅相遇，第一個任務中視莉諾雅的計畫為扮家家酒般兒戲，對其感到厭煩並期望趕緊完成任務後離開她。生性喜歡獨處，不善群體生活，但隨著與莉諾雅的一連串因緣讓史克爾不自覺地慢慢轉變了自己，激發他內心熱情的一面。他與席法爾、塞魯、索菲亞、艾文尼、奎斯提斯是自小同在孤兒院長大的同伴。為拉格納與蕾茵的親生兒子，出生於和風鎮。
特殊技是「連續劍」，一般攻擊時也能扣下槍刃的板機造成更大的傷害。
莉諾雅·哈蒂莉（Rinoa Heartilly，聲：花澤香菜）
年齢17歳 身長163cm 生日3月3日 血型不明
本作的女主角。汀柏的反政府組織「森之梟」的一員，雇用史克爾等人意圖劫持加爾巴迪亞總統，後輾轉成為巴拉姆學園的主要決策人。武器是噴射飛鏢。其父卡維是加爾巴迪亞政府的上校。她的個性與史克爾恰成對比，是一個坦率又直接的少女，曾經暗戀過席法爾，對於自己的委託中學園派遣史克爾小隊為之使用感到興奮，雖被史克爾輕視，但卻不斷的招惹史克爾，並將其帶進自己的世界中，強迫他進行各種群體活動，引發他內心熱情的一面，隨劇情進展與史克爾患難見真情。雖然自己不知情，但是具備有魔女的天份，是魔女轉生的對象。
特殊技是召喚愛犬安傑羅進行攻擊、增益等動作，成為魔女後的特殊技是「魔法亂舞」，能展翅成為魔女，無法控制，只能用魔法攻擊，但卻是五倍魔力的真魔法。
事隔多年，官方推出的FF格鬥遊戲DFF中, 阿爾提米西亞的最強武器名字叫做「Shooting Star」和莉諾雅的最強武器同名，引發SQUARE默認阿爾提米西亞就是莉諾雅的爭議，最終在2019/20年FF7重製版活動中，FF8總監的北瀨佳範已明確回應莉諾雅與阿爾提米西亞並不是同一人。
奎斯提斯·多莉普（Quistis Trepe，聲：澤城美雪）
年齢18歳 身長172cm 生日10月4日 血型A型
巴拉姆學園最為年輕的教師之一，僅僅15歲即取得SeeD資格成為最年輕的SeeD，17歲就成為巴拉姆學園的教官，是史克爾等人的指導教師。武器是鎖鏈鞭。是一名才色兼備的女教官，在學園中還有著她的fan俱樂部，是很有人氣的教師，但在暗殺魔女事件後被取消教師資格，在向史克爾透露心事時卻被冷酷批評。本身喜歡黏著史克爾，原本以為是對史克爾有好感，但隨故事發展也漸漸意識到，其實是因小時候想替代失蹤的艾爾歐妮照顧史克爾的潛意識作祟。
特殊技是「青魔法」，類似於前作《Final Fantasy VII》的「敵技」，能習得敵方角色的攻擊方式。
塞鲁·迪恩（Zell Dincht，聲：杉山紀彰）
年齢17歳 身長168cm 生日3月17日 血型B型
巴拉姆學園的SeeD後補生之一，跟史克爾一起成為SeeD之後的同伴之一。武器是拳擊。性格充滿了活力，也因此常常觸犯校規，被身為風紀委員的席法爾列為頭號注意人物。雖然如此，但卻是個博學多聞的人，對於世界上的許多鮮少人知的地方與事都有相當程度的瞭解，被史克爾戲稱為「萬事通」。雖然給人聒噪的感覺，其實是個作事有條有理的人，因此從小就被席法爾稱為膽小鬼，不過小時後也曾經是巴拉姆鎮令人聞風喪膽的「搗蛋鬼」。令人意外的是，有學妹正在暗戀他。非常景仰自己的養祖父，是他成為軍人的原動力。瘋狂熱愛學園賣的熱狗堡。
特殊技是「格鬥」，在時限內輸入指令，使塞魯發動格鬥技打擊敵人。
索菲亞·緹爾米特（Selphie Tilmitt，聲：青木麻由子）
年齢17歳 身長157cm 生日7月16日 血型B型
由托拉比亞學園轉學至巴拉姆學園的SeeD後補生，跟史克爾一起成為SeeD的同伴之一，使用雙節棍的好手。是位個性大方、讓人易於親近的少女，剛轉學就加入學園祭的執行委員，並在學園網路上放著公開日記，依據事件或前往地方的增加，其內容也會不斷更新。接觸拉格納事蹟後，立即成為其fan。不過，也會作出脫線的行為，或是說出令人噴飯的話，也時常會任性地打斷別人說話。小時候就常跟艾文尼搭擋玩耍，因此再次見到艾文尼後，就順理成章成為一搭一唱的搭擋。非常喜愛交通工具等會移動的載具。
特殊技是「魔法轉輪」，能在所有的魔法中選擇一種施放，其中更有極低出現機率但任何敵人皆能必殺的「完結篇」魔法。
艾文尼·奇尼亞斯（Irvine Kinneas，聲：浪川大輔）
年齢17歳 身長185cm 生日11月24日 血型A型
加爾巴迪亞學園出身的狙擊手，擅長使用來福槍，後來輾轉來到巴拉姆學園，成為巴拉姆學園的核心人員之一。在劇情中擔任刺殺魔女的要角。雖然表面上放蕩不羈，有著風流的形象，但實際上內心相當的孤獨，害怕。
因為加爾巴迪亞學園禁止使用G.F.，所以艾文尼沒有受到太多喪失記憶的影響，因此再度與史克爾等人見面後就認出大家。但是大家似乎不認得艾文尼，讓艾文尼有點生氣。此外在魔女刺殺任務時發現到了魔女伊黛亞是過去孤兒院裡的媽媽老師而在執行任務時感到猶豫遲遲無法動手，但在當下並未告知史克爾真正理由而是用自己在正式情況下會怯場帶過去。有的時候口無遮攔，又喜歡裝瀟灑，但是從來不會拒絕索菲亞的要求，總是支持著索菲亞的各種行動。
特殊技是「槍技」，選擇道具欄中的一種子彈，並在時限內對敵人擊發，每一種子彈都具備有不同的效果。
席德·克雷瑪（Cid Kramer）
年齡50~60歲
巴拉姆學園的學園長，SeeD的創辦人之一。長期以來，跟主張利益主義的理事長對立，造成校內師生關係緊繃。他跟魔女伊黛亞的關係十分微妙，算是無戰力的魔女騎士，也因為他，使魔女伊黛亞(本體意志)未走入歧途，在他常常掛著那抹招牌微笑的身後，隱藏著許多內心深處的嘆息。在學園跟魔女徹底開戰，任命史克爾為巴拉姆學園的最高司令官，便退居幕後。
修
SeeD的教官之一，在學園與魔女開戰後，成為補給的管理者。雖然沒有參與戰鬥，不過卻是個相當厲害的策士，是史克爾的副官。此外，在學園的「C.C.團」中，是被人稱為天才少女的卡片高手。
尼達（Nida）
與史克爾同期成為SeeD。雖然有成為特種部隊的資質，但是存在感很低，為此相當苦惱。在學園與魔女開戰後，成為巴拉姆學園的操拓手。曾經用巴拉姆學園去撞擊加爾巴迪亞學園，因而扭轉戰局。
風神（Fujin，聲：夏樹リオ）
年齢17歳
冷默寡言的少女，說話很少超過兩個字，瘋狂崇拜席法爾，因此也特別討厭史克爾，慣用武器為迴力鏢。在學園中擔任風紀委員，是席法爾的左右手，在席法爾統治加爾巴迪亞後仍為席法爾效力。
雷神（Raijin，聲：中井和哉）
年齢17歳
與風神搭擋行動，與風神相比格外的聒噪，有特殊的口癖，以席法爾最忠實的朋友自居，慣用武器為鐵棒。在學園中擔任風紀委員，雖然跟史克爾為對立關係，但其實不討厭史克爾，此外雖然是席法爾的朋友，但對其逐漸走偏的行徑，也說出了如果甚麼壞事都跟著做的話就不是朋友而是手下而已，因此委託史克爾希望讓席爾法恢復正常。專長跟興趣似乎是釣魚。
門脇老師
學園的保健老師，總是給史克爾許多珍貴的意見。令人意外的是，她曾經是學園內最厲害的卡片高手，直到一個超越修的天才少女出現，將她「C.C.團國王」稱號奪走為止。

### 神秘夢境
拉格納·雷瓦路（Laguna Loire，聲：平田広明）
年齢44～45歲（在Squall的夢中為27歳）身長181cm 生日1月3日 血型B型
是史克爾一行人常作的不可思議的夢中的主角。他是個樂天派，極度重視同伴及自己想保護的人，性格大而化之，志願原是記者。雖然違背志願成為了軍人，卻還是改變不了迷糊的個性，但是運氣卻是出奇的好，在任務中都能平安無事的返回，使用的武器為機關槍。
「中央地區大逃亡」事件中雖然最後三人逃到懸崖不得不跳海逃亡時是唯一還能活潑亂跳的人，但卻因為最後跳崖時不夠果斷而跌落並在落下途中撞成重傷反而成為三人中傷最重的人甚至無法搬送到軍方的設施醫治，只能就近在和風鎮中治療並在那裡認識未來的妻子蕾茵。
與莉諾雅的母親有著一段感情，也曾經拍過一部名為《魔女的騎士》的電影，並深深影響了席法爾的志向。他跟史克爾的關係非常深遠。在妻子蕾茵去世後，前往艾斯塔尋找愛露的下落，並用智慧將魔女以及「月之潘朵拉」給封印，最後成為了艾斯塔的總統。
為史克爾的親生父親。
奇洛斯·西格爾（Kiros Seagill）
年齢40歳（在Squall的夢中為23歳）身長191cm 生日7月6日 血型O型
拉古那的搭擋，身型纖瘦，穿著相當前衛。從加爾巴迪亞從軍的時候，就跟著拉古那出生入死，武器為拳劍。拉古那進入艾斯塔、成為艾斯塔革命的英雄，最後成為艾斯塔大總統時，奇洛斯一直是拉古那最忠實的支持者。不過，奇洛斯的嘴巴很不饒人，通常為拉古那裝傻，奇洛斯負責吐槽的相聲模式。最後的身分是艾斯塔總統副官，聘請史克爾等人產除魔女。史克爾身世的知情者，曾經對史克爾說：「你很像你的母親。」
沃德·薩巴卡（Ward Zabac）
年齢42歳（在Squall的夢中為26歳）身長217cm 誕生日2月25日 血液型A型
拉古那的搭擋，身軀龐大的彪型巨漢，不過心思卻很細膩，以巨大的魚叉為武器。在「中央地區大逃亡」事件後，因為傷了喉嚨而無法說話，並與拉古那分開。退伍之後成為D區沙漠監獄的清潔人員，但沒多久便與拉古那會合，開始往艾斯塔的方向旅行。
在艾斯塔革命之後，成為總統副官。史克爾身世的知情者，與史克爾等人合流後，曾經對史克爾表示：「還好你不像你的父親。」
歐達因博士（Dr. Odine）
專門研究魔法的狂人，甚至建立以自己為名的魔法道具品牌，是舉世聞名的瘋狂學者。為了研究所的營運經費，而向魔女阿戴兒低頭，在魔女阿戴兒被推翻後，輔佐拉格那建立新的艾斯塔政權。
雖然是天才，但眼睛只看對自己感興趣的東西，負責策動對魔女阿爾提米西亞的戰役。
艾爾歐妮（Ellone）
年齢22歳（在Squall的夢中為4歳）
貫串劇情的非戰鬥主要角色，拉格納暱稱她為愛露。蕾茵的養女，父母在艾斯塔搜捕小女孩的行動中身亡，非常喜歡拉格納，稱拉格那為「叔叔」。本身有不可思議的力量，可以讓人的意志穿梭時空，而成為魔女搜捕的對像。後被抓至艾斯塔，但在拉格納追蹤下被尋回。因拉格納被艾斯塔奉為大總統，所以孤身被送回和風鎮。
在蕾茵的孩子出生後不久，蕾茵便去世，因此又被委託給伊迪亞照顧。伊迪亞因為認知道艾爾歐妮的力量會招來魔女對她不利，因此又將艾爾歐妮輾轉送到各地保護，直到在巴拉姆學園又遇到史克爾為止。
在孤兒院時期，愛爾歐妮一直被史克爾、奎斯提絲等人稱為「姊姊」，深受大家的喜愛。
蕾茵（Raine）
來自和風鎮，在小鎮經營酒吧。在拉格那「中央地區大逃亡」事件後，負責照顧重傷的拉格那，並漸漸對拉格那產生情愫。
蕾茵深知拉格那的性格喜歡到處旅行，因此不敢表白，直到拉格那向她求婚為止，與拉格那育有一子(史克爾)。後拉格那在艾斯塔救回愛爾歐妮後，拉格那被迫留在艾斯塔成為總統，愛爾歐妮則送回和風鎮。但蕾茵的孩子出生後不久，愛爾歐妮又被怪物給抓走，蕾茵拼全力搶救後重傷過世，因而拉格那無法見到蕾茵最後一面。
茱莉亞
加爾巴迪雅酒吧中首屈一指的明星，擁有眾多追求者，用琴聲擄獲許多人的心，但卻最鍾意拉格納。夢想從鋼琴師轉為歌手，但是卻苦無創作題材，直到遇到拉格納為止，創作出膾炙人口的「Eyes on Me」單曲。但因為拉格納在「中央地區大逃亡」後下落不明，而心碎嫁給當時仍是少校的卡維，並育有莉諾雅一女。不久後，便在車禍中過世。

### 加爾巴迪亞
伊迪亞·克雷瑪（Edea Kramer）
年齢等資料一切不明
突然出現在加爾巴迪亞的魔女，並殺害加爾巴迪亞的總統奪取政權，然後操縱「學園」對世界各地展開攻擊，武器為魔法打擊。
事實上，她是史克爾等人小時候的孤兒院褓母，在小時候就繼承了魔女的力量，與席德是夫妻關係。為了防止自己的力量失去控制，因此創立了秘密部隊：「白色SEED」，來防止後患。
在史克爾等人小時候，是慈祥和藹的存在，因此眾人剛開始不能接受與伊迪亞為敵的事實。後來才發現，伊迪亞曾經接受過第二個魔女的魔力，因此被未來的魔女：阿爾提米西亞所操控。雖然在歐達因博士的幫助下斷除了與未來魔女的連結，但也失去了大半魔女的天賦。
賽法·亞爾瑪希（Seifer Almasy，聲：子安武人）
年齢18歳 身長188cm 生日12月22日 血型O型
巴拉姆學園的SeeD後補生之一，武器是槍刃（Gun Blade）。雖然其資質優異，但在實戰測驗中，常常因為過分好戰的性格而違反作戰目而落第，因此有萬年的SeeD後補生之稱。他在學園內部擔任風紀委員一職，成為學園的風雲人物之一。曾經因拉格那主演的電影《魔女的騎士》，而夢想成為一個騎士，甚至開始用槍刃並模仿拉格納在電影中的動作。在伊迪亞恢復正常之後，繼續統治加爾巴迪亞，並意圖讓魔女阿爾提米西亞完成時空壓縮。
戰鬥能力相當高，曾以一記「斬鐵劍返」殺死奧丁，之後卻被撿到斬鐵劍的Gilgamesh發出的一記劍風吹飛。
特殊技「雜魚退散」能對多數敵人進行一次強力打擊。
卡維上校
莉諾雅的父親，魔女暗殺計畫的策動人，位居加爾巴迪亞軍方高層。在拉格那失蹤後，與茱莉亞成婚。但是妻子車禍亡故後，與莉諾雅長期冷戰，莉諾雅甚至加入了反政府組織，因而相當頭痛。但其實相當在意莉諾雅，總是想方設法的想要保護自己的女兒。
比格斯
與前作：最終幻想VII出現的配角人物同名。初登場時為加爾巴迪亞的少校，與威吉搭擋。總是跟主角等人不期而遇展開戰鬥。雖然是敵役頭目，不過在遊戲中屬於搞笑的角色。
威吉
與前作：最終幻想VII出現的配角人物同名。初等場時為比格斯的屬下，負責吐槽。總是跟主角等人不期而遇展開戰鬥。雖然是敵役頭目，不過在遊戲中屬於搞笑的角色。

### 魔女
愛蝶兒（Adel）
統治愛斯塔地區的魔女，執著於權力，對世界發動戰爭，造就無數孤兒，為了尋找繼承人，在中央地區大肆搜捕年幼的女孩，並打算用「月之潘朵拉」一舉擊潰加爾巴迪亞。但在拉格納的亂入之下，遭到了拉格納智取並封印，並被送上了外太空。直到莉諾雅被魔女阿爾提米西亞操縱，並解除封印之後，重臨艾斯塔的淚之點。
阿爾提米西亞（Ultimecia，聲：田中敦子）
本作的最終Boss，來自未來的魔女，因得知自己會死於一個「傳說中的SeeD」手中，從遙遠的未來控制了伊迪亞與莉諾雅，並搜捕艾爾歐妮。決戰時阿爾提米西亞隊史克爾一行人說明是想利用艾爾歐妮的神秘力量，完成她「時空壓縮」的魔法，讓未來、過去還有現在同時存在，這使她能創造各種世界，然後她可以將任何人送去她想要的世界去，例如決戰時，她要將史克爾一行人送到一個不能想、不能做、不能回憶而只能崇拜她的世界去，但因為拉格納的計畫而讓史克爾一行人來到未來，造就的「傳說中的SeeD」──史克爾。
此外，阿爾提米西亞也能讀取人們的記憶與想法，在最終決戰時，阿爾提米西亞依據史特爾內心認為最強召喚獸獅鷲獸古力瓦的形象，而召喚出G.F.獅鷲獸古力瓦，並說明史克爾把古力瓦想得越強，對他的傷害就會越大(包括失去記憶)，由於阿爾提米西亞召喚出的G.F.獅鷲獸古力瓦與史克爾贈送給莉諾雅的戒指同名，因此也被解讀為阿爾提米西亞就是來自未來的莉諾雅,但也有阿爾提米西亞為史克爾與莉諾雅的後代子孫(繼承史克爾的獅心項鍊，莉諾雅的魔女素質)的可能。
此外，阿爾提米西亞所在之城池即在伊迪亞孤兒院舊址，城內多數機關也暗示著「約定」、「伊迪亞孤兒院花園」，更加深了上述可能性。
但在FF7重製版活動中，FF8總監的北瀨佳範已表示莉諾雅與阿爾提米西亞不是同一人。
然而，當阿爾提米西亞戰敗後，跟隨史克爾的記憶回到史克爾的兒時時代，由於魔女之力只要不被繼承就不會死去，阿爾提米西亞被當時的伊迪亞察覺並接收其魔女力量而消失，也因此阿爾提米西亞的消失成為的無盡循環。
另外事隔多年，官方推出的FF格鬥遊戲DFF中, 阿爾提米西亞和莉諾雅的關係再次被提及。
首先，阿爾提米西亞在決戰時，說出「來跳舞吧！」這句莉諾雅與史克爾的初會之語。
其次，阿爾提米西亞的招式多以「騎士」為開頭。
再者，阿爾提米西亞的最強武器名字叫做「Shooting Star」
和莉諾雅的最強武器同名，因此有莉諾雅與阿爾提米西亞為同一人，或又為繼承莉諾雅最強武器後代的各種解讀，然而同作DFF當中提達的最強武器World Champion也與瓦卡的最強武器同名。

## 外部連結
- Final Fantasy VIII character profiles — Square Enix USA

1. ↑  Final Fantasy 20th Anniversary Ultimania